# سارا پیلین
سارا لوئیز هیث پیلین (به انگلیسی: Sarah Louise Heath Palin) (زاده ۱۱ فوریهٔ ۱۹۶۴ در سندپوینت آیداهو) سیاست‌مدار، صاحبنظر سیاسی و نویسندهٔ آمریکایی است که از سال ۲۰۰۶ تا زمان استعفایش در سال ۲۰۰۹ فرمانداری آلاسکا را برعهده داشت. او به عنوان نامزد حزب جمهوریخواه برای معاونت رئیس‌جمهوری آمریکا در کنار جان مک‌کین سناتور ایالات متحده از آریزونا در انتخابات ریاست‌جمهوری ۲۰۰۸ آمریکا رقابت کرد سارا پیلین، نخستین آلاسکایی و نخستین زن جمهوری‌خواهی است که در انتخابات ریاست‌جمهوری برای کسب معاونت ریاست‌جمهوری، نامزد شده‌است. از کتاب گستاخ شدن او بیش از دو میلیون نسخه به فروش رفته‌است.
پیلین در سال ۱۹۹۲ به عضویت در شورای شهر واسیلا درآمد و در سال ۱۹۹۶ شهردار آن شد. پس از رقابتی ناموفق برای کسب معاونت فرمانداری آلاسکا در سال ۲۰۰۳، به ریاست کمیسیون صیانت از گاز و نفت آلاسکا منصوب شد. در سال ۲۰۰۶، به عنوان نخستین زن و جوانترین فرد به فرمانداری آلاسکا برگزیده شد و تا ۲۰۰۹ این مقام را بر عهده داشت.
از زمان ترک این سمت، او از جنبش تی پارتی پشتیبانی کرده و برای آن مبارزه کرده‌است. او در انتخابات‌های گوناگون از کاندیداهای گوناگونی پشتیبانی کرده‌است. از ۲۰۱۰ تا ۲۰۱۵، پیلین برای شبکه فاکس نیوز تحلیل سیاسی ارائه می‌داد. او در سال ۲۰۱۴ یک کانال تلویزیون خبری را راه‌اندازی کرد که در ژوئیه ۲۰۱۵ بسته شد.
در سال ۲۰۱۰ در لیست ۱۰۰ شخصیت تأثیرگذار مجله تایم قرار گرفت.

## زندگی شخصی
سارا دختر چارلز و سالی هیث (شیران) در ۱۱ فوریه ۱۹۶۴ در سند پوینت، آیداهو به دنیا آمد، اما هنگامی که او نوزاد بود پدر و مادرش به آلاسکا مهاجرت کردند و او در شهر واسیلا در آلاسکا بزرگ شد. پدرش معلم علوم و مربی دو بود، از ابتدای کودکی سارا خانواده آن‌ها به‌طور مرتب مسافت‌های ۵ یا ۱۰ کیلومتری را می‌دویدند و سارا و پدرش گاه برای شکار گوزن شمالی از ساعت ۳ نیمه شب از خانه بیرون می‌رفتند.
پیلین در خانواده‌ای کاتولیک متولد شده. او و والدینش مسیحیان کلیسای پروتستان جماعت ربانی واسیلا بودند که یک کلیسای پنجاهه‌گرا است. او در سال ۲۰۰۲ کلیسای خانگی اخیر خود را به کلیسای انجیل واسیلا، یک کلیسای انجیل‌گرا، تغییرا داد. پیلین خود را یک مسیحی معتقد به انجیل می‌خواند.
سارا پیلین، کاپیتان و گارد رأس تیم بسکتبال دبیرستان واسیلا؛ «جنگجویان واسیلا» (به انگلیسی: Wasilla High School Warriors) بود و در ۱۹۸۲ در جام قهرمانی مسابقات کوچک قهرمانی مدارس آلاسکا را به دست آورد، بازی تهاجمی او باعث شده بود که به لقب «باراکودا» معروف شود.
پیلین در سال ۱۹۸۴ با به دست آوردن عنوان «دوشیزه واسیلا» در مراسم دوشیزه آلاسکا شرکت کرد و با وجود رسیدن به مقام سوم این مسابقه، برای دور نهایی مسابقات دوشیزه جهان آمریکا انتخاب نشد، اما با کمک هزینه تحصیلی که جایزه او در این مسابقات بود، به دانشگاه آیداهو رفت تا در رشته روزنامه‌نگاری ادامه تحصیل دهد، او پس از دریافت مدرک لیسانس خود، به عنوان گزارشگر ورزشی برای شبکه‌های تلویزیونی فعالیت می‌کرد و همراه «تاد» (Todd) دوست پسر دوران دبیرستان که حالا همسرش شده بود، به شغل ماهیگیری نیز می‌پرداخت.
سارا و تاد در ۲۹ اوت ۱۹۸۸ ازدواج کردند، پنج فرزند دارند و تاد که از اسکیموهای بومی آلاسکا است، علاوه بر ماهیگیری یک ورزشکار حرفه‌ای در رشته اسنوموبیل و همچنین دارنده چهار عنوان قهرمانی در مسابقات «سگ آهنی» (Iron Dog)؛ بزرگترین مسابقات سورتمه‌رانی دنیا است.
پیلین در اول سپتامبر ۲۰۰۸ اعلام کرد که دختر مجرد ۱۷ ساله او بریستول، ۵ ماهه باردار است و در اواخر دسامبر زایمان خواهد کرد. او اعلام کرد که برای مادر بزرگ شدن خود احساس غرور می‌کند و خوشحال است که دخترش بسیار زودتر از آنچه وی فکر می‌کرده مادر شده‌است.
خانواده پیلین هویت پدر این نوزاد را به دلایل شخصی اعلام نکرده‌اند، اما گفته شده که این دو به زودی با یکدیگر ازدواج خواهند کرد و بریستول با وجود سن پائین خود بچه خود را بزرگ خواهد کرد.
با وضعیت پیش آمده پیلین در یک موقعیت واقعی، به‌طور عملی از موضع خود در مخالفت با سقط جنین که یکی از مهم‌ترین و بحث‌انگیزترین نظریات او و مک‌کین است، دفاع می‌کند.
در تصاویری که از خانواده پیلین در مراسم اعلان نامزدی او به انتشار رسید، فرزند کوچک سارا پیلین در آغوش بریستول بود. موضوع باردار بودن بریستول نیز از پیش به جان مک کین گفته شده بود

## فعالیت سیاسی

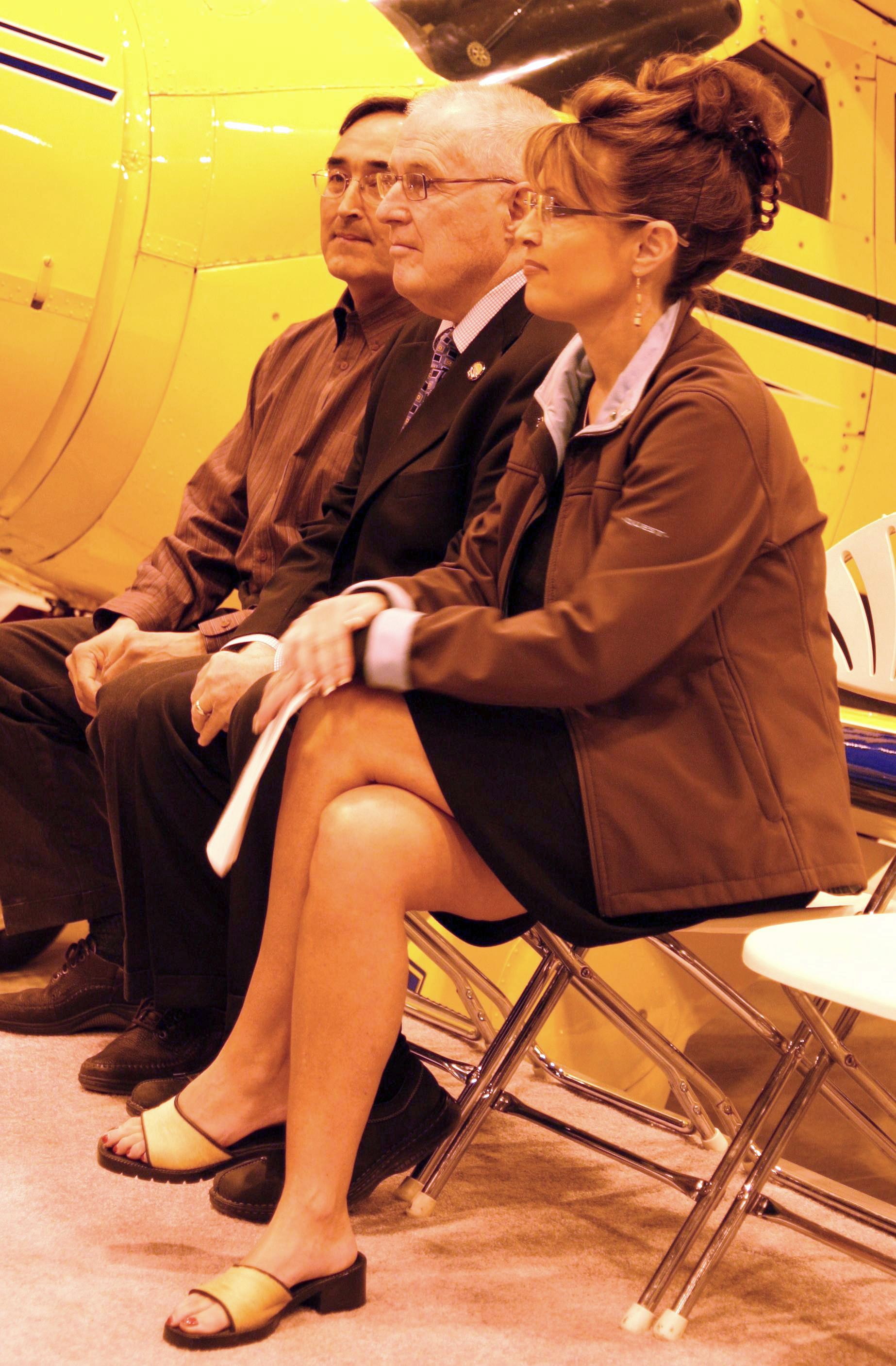
سارا پیلین در آلاسکا، ۲۰۰۷

سارا پیلین در ۲۸ سالگی، سال ۱۹۹۲ در شهر کوچک خود واسیلا به سمت نماینده شورای شهر انتخاب شد و در ۱۹۹۶ (با ۹۰۹ رأی در برابر ۲۹۲ رأی شهردار سابق) شهردار این شهر شد. او پس از شهردار شدن وعده خود مبنی بر کاهش ۶۰٪ مالیات بر اموال را عملی کرد و در ۱۹۹۲ مجدداً با فاصله رأی بیشتری به عنوان شهردار انتخاب شد. و در همان سال رئیس نشست شهرداران ایالت آلاسکا شد. او در سال ۲۰۰۲ نامزدی ناموفقی را برای پست معاون فرماندار آلاسکا در انتخابات حزب جمهوری‌خواه ایالات متحده آمریکا داشت. او در آن انتخابات به مقام دوم رسید.
پیلین در سال ۲۰۰۶ با فاصله زیادی (۵۱۴۴۳ رأی و ۵۰٫۲۹٪ آراء) فرماندار آن هنگام فرانک مارکوزکی را شکست داد و به عنوان نماینده جمهوریخواهان برای فرمانداری آلاسکا انتخاب شد و با پیروزی در انتخابات نهایی بر (با ۱۱۴۶۹۷ رأی و ۴۸٫۳۳٪ آراء) بر تونی نولس دمکرات، فرماندار اسبق، در ۴۲ سالگی اولین زن و جوانترین شخصی شد که تاکنون به فرمانداری ایالت آلاسکا انتخاب شده‌است.
نتایج یک نظر خواهی در سال ۲۰۰۷ نشان می‌دهد که میزان مقبولیت او در میان مردم آلاسکا ۹۰٪ است و به این ترتیب بالاترین درصد پشتیبانی را در میان فرمانداران آمریکایی و احتمالاً تمام دولتمردان ایالات متحده دارد. نظرسنجی دیگری هم در ۲۸ ژوئیه ۲۰۰۸ محبوبیت هشتاد درصدی سارا پیلین را نشان می‌دهد.

## مخالفان سیاسی
سارا پیلین با این حال مخالفان زیادی را به خود جلب نموده‌است. مخالفین این فرماندار آلاسکا، وی را یک متعصب مذهبی نامیده‌اند که در حیطه روابط خارجه ابداً هیچ سرنخی ندارد، بطوریکه وی تصور می‌کرد آفریقا یک کشور است، نه یک قاره.
از جمله سوابق پیلین که بشدت مورد حمله مخالفین قرار گرفته، سوءاستفاده از قدرت خود در برکناری یک کمیسر ایمنی عمومی در اداره پلیس آلاسکا به نام والتر مونگان است که به‌دلایل شخصی و خانوادگی عنوان گردیده‌است. والتر مونگان، شوهر سابق خواهر سارا پیلین بوده‌است.
یک کمیته تحقیق در مجلس قانونگذاری آلاسکا در تاریخ ۱۰ اکتبر ۲۰۰۸ میلادی، نتیجه‌گیری کرد که سارا پیلین به عنوان فرماندار این ایالت به‌طور غیرقانونی از اختیارات خود برای اخراج والتر مونگان، استفاده کرده‌است.
پیلین نیز با استفاده از موقعیت خود سعی در سانسور و پاکسازی کتابخانه شهر خود از کتاب‌های «با دیدگاه‌های ضدمذهبی» نمود. هنگامی که کتابدار ارشد کتابخانه (خانم مری الن امونز) با درخواست وی مخالفت ورزید، پیلین با استفاده از موقعیت سیاسی خود سعی در برکناری وی نمود، که با مقاومت‌هایی روبرو شد و ناکام ماند.
سارا پیلین همچنین معتقد است باید جلوی «ایران و تروریست‌هایش که مسبب کشتار آمریکاییان است» را گرفت تا «هولوکاست دومی رخ ندهد». پیلین بر پایه اعتقادات کلیسایش معتقد است در آخرالزمان (به انگلیسی: second coming)، امت معتقد به مسیحیت به آلاسکا پناه خواهند آورد تا از خشم الهی در امان باشند و مسیح در زمان حیات وی به زمین بازگشته و قوم مسیحیان را در زمین چیره خواهد گردانید.
پیلین معتقد است که «مطالعات علمی» را دیده‌است که نشان می‌دهد: انسان و دایناسورها با هم بر روی زمین می‌زیسته‌اند که منطبق بر دیدگاه انجیل او می‌باشد. به گفته وی:
انسان‌ها و دایناسورها با هم بر روی زمین راه می‌رفتند.
گروه‌های حقوق زنان (از جمله حامیان هیلاری کلینتون) پشتیبانی خود را از پیلین به دلیل دیدگاه‌هایش به ویژه مخالفت با سقط جنین دریغ داشته‌اند.
پیلینو کی می‌کنه؟ نام فیلم پورنویی بود که در سال ۲۰۰۸ به منظور هجو و تمسخر سارا پیلین، ساخته شد. نام فیلم به‌طور عمدی و با توجه به قسمتی از فیلمنامه انتخاب شده بود. جان پترسون، منتقد فیلم از روزنامه گاردین با انتقاد از این فیلم، فیلمنامه را بدون محتوا دانسته و ساخت این فیلم را یک اقدام سیاسی دانست.

## انتخابات ریاست‌جمهوری

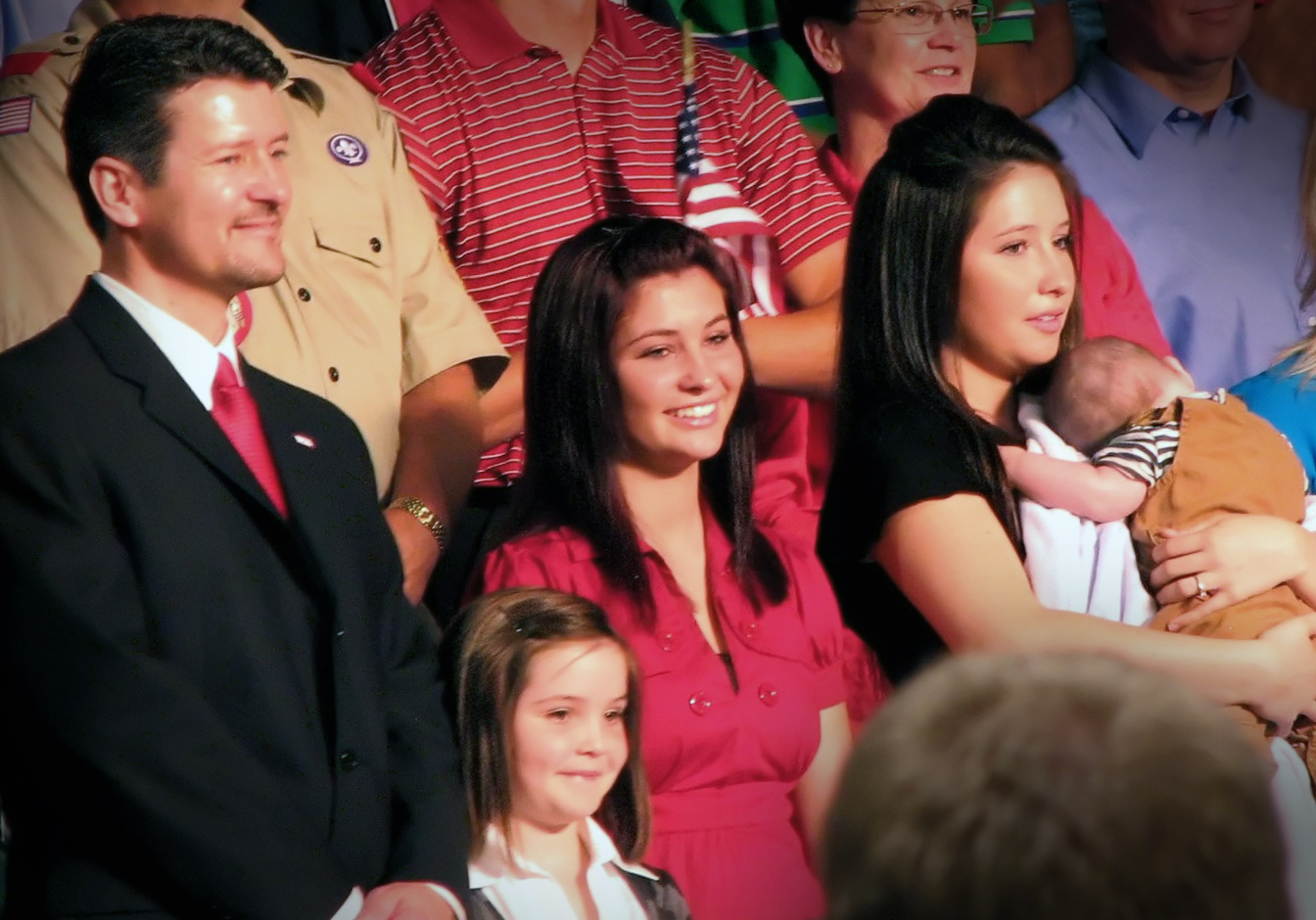
همسر و چهار فرزند پیلین در هنگام اعلام کاندیداتوری سارا توسط جان مک کین، ۲۸ آگوست ۲۰۰۸

انتخاب پیلین که ۴۴ سال دارد، بدون داشتن سابقه قانونگذاری و محدود بودن سابقه اجرایی او به بیست ماه فرمانداری در یکی از کم جمعیت‌ترین ایالتهای آمریکا و ۱۰ سال اداره شهر ۶٬۵۰۰ نفری واسیلا، ممکن است با هدف جذب هواداران هیلاری کلینتون در حزب دموکرات صورت گرفته باشد و همچنین برگ برنده باراک اوباما را به عنوان تنها منادی تغییر و اصلاح در ساختار حکومت آمریکا خنثی کند.
مک کین انتخاب غیرقابل پیش‌بینی پیلین را در یک سالن بسکتبال در اوهایو در پیش روی ۱۵ هزار نفر از هوادارانش و همچنین سارا و تاد و چهار تا از پنج فرزند آن‌ها اعلام کرد.
پیلین همچنین در مدرسه رهبر «سازمان ورزشکاران مسیحی» (به انگلیسی: Fellowship of Christian Athletes) بوده و مراسم نیایش قبل از مسابقات را انجام می‌داده‌است، اعتقادات محکم مذهبی موضوعی است که برای بخش بزرگی از جامعه آمریکا در هنگام انتخابات اهمیت زیادی دارد.
البته تجربه ناکافی پیلین برای مقام معاونت رئیس‌جمهور کشور ۳۰۰ میلیون نفری ایالات متحده آمریکا و بی‌تجربگی مطلق او در سیاست خارجی با توجه به اینکه که او در یک شهر حداکثر ۸ هزار نفری ستاره تیم بسکتبال مدرسه، ملکه زیبایی و بعد چهار سال عضو شورای شهر و ۱۰ سال شهردار آن بوده‌است و تا قبل از شهردار شدن بیشتر عمر خود را در ورزشگاهها برای گزارش مسابقات و در اقیانوس آرام برای ماهی‌گیری گذرانده‌است، مهم‌ترین انتقادی است که به او وارد می‌شود.

## مواضع سیاسی

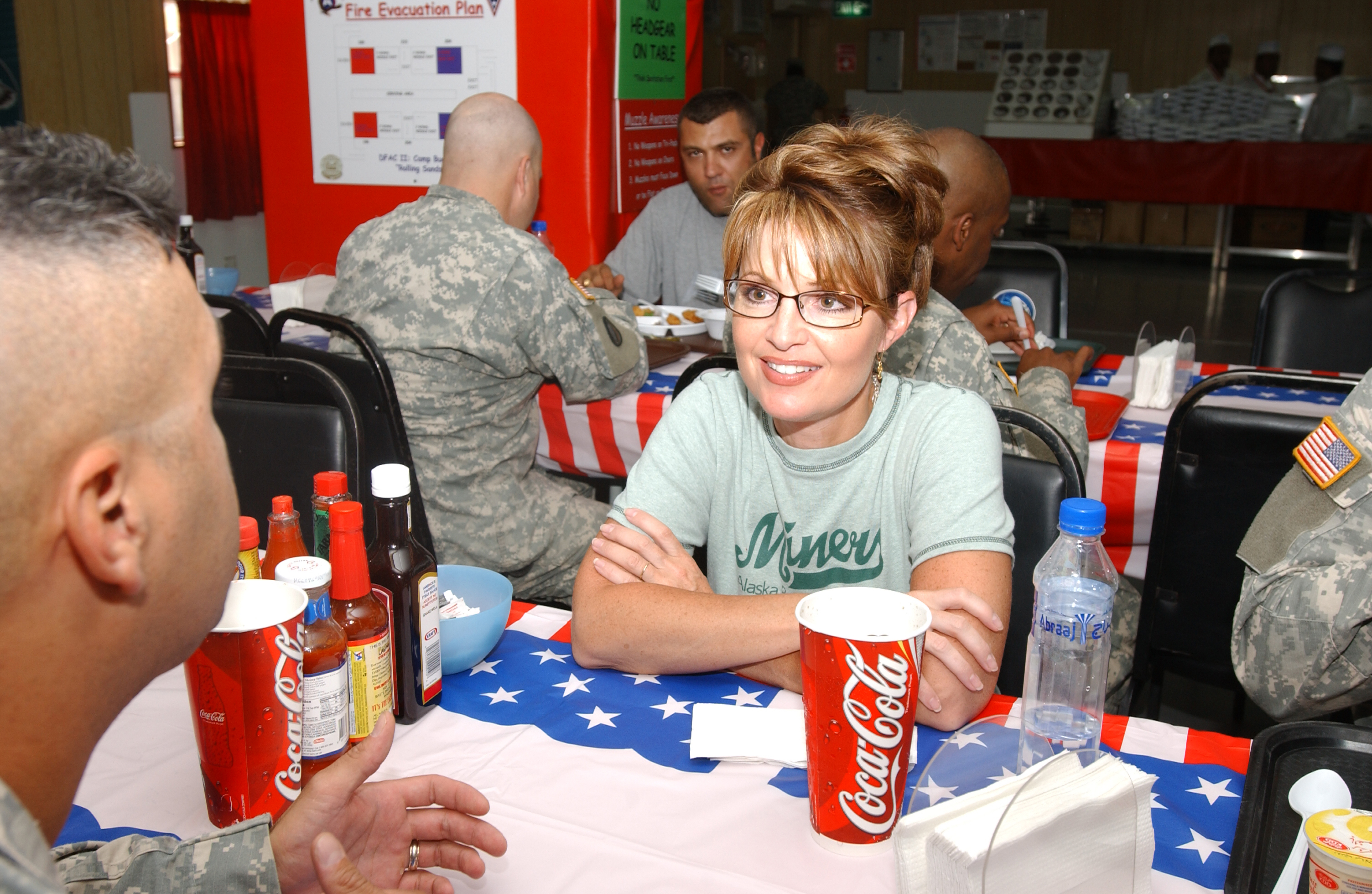
سارا پیلین در کنار سربازان گارد ملی آلاسکا در کویت، ۲۴ ژوئیه ۲۰۰۷

- پیلین از سال ۱۹۸۲ به عنوان جمهوری‌خواه ثبت نام کرده‌است.

### مسائل اجتماعی
- پیلین از مخالفان سرسخت سقط جنین است.
- او مخالف قانونی شدن ازدواج همجنس‌گرایان است. البته او در دوران شهردار بودنش، قانونی که استخدام هم‌جنس‌گرایان را با مشکل مواجه می‌کرد را با توجه به تبعیض آمیز بودن آن، وتو نمود.[۵۶] پیلین همچنین از هواداران یک همه‌پرسی قانون اساسی غیر الزام‌آور برای افزودن یک اصلاحیه در مورد ازدواج هم‌جنس‌گرایان است. آلاسکا به همراه هاوایی دو ایالت پیشرو در این زمینه هستند که در قانون اساسی خود ممنوعیتی را علیه ازدواج همجنسگرایان ایجاد کرده‌اند[۵۷] پیلین نیز گفته‌است که در سال ۱۹۹۸ او از این اصلاحیه پشتیبانی کرده بود.[۵۸]
- او خواهان مجازات اعدام است.
- او مصرف ماری‌جوآنا را مسئله کم‌اهمیت خوانده و خواسته دستگیری مصرف‌کنندگان شاهدانه نباید اولویت بالایی برای پلیس باشد، گرچه او با قانونی کردن آن مخالف است.

### اسلحه
- به عنوان عضو مادام العمر انجمن ملی سلاح مخالف ممنوعیت اسلحه نیمه اتوماتیک است و متمم دوم را حق دارا بودن اسلحه دستی تفسیر می‌کند.

### سیاست خارجی
- پیلین پشتیبان سرسخت اسرائیل است.
- او در سیاست خارجی حامی اقدامات جرج دابلیو بوش در جنگ عراق است.